# 九合乡
九合乡，是中华人民共和国江西省九江市永修县下辖的一个乡镇级行政单位。

## 行政区划
九合乡下辖以下地区：
淳湖村、青墅村、和平村、四合村、光明村、河头村、红光村、门楼村、永光村、新华村、杨柳村和城南村。